# Splendor (1999)
Splendor (bra Splendor - Um Amor em Duas Vidas) é um filme britano-estadunidense de 1999, do gênero comédia romântica, dirigido por Gregg Araki.

## Sinopse
Atriz solitária de Los Angeles conhece, numa festa, dois rapazes atraentes porém totalmente opostos mas que deixam seu coração em dúvida. Enquanto nada se resolve, tem início um triângulo amoroso.

## Elenco
- Kathleen Robertson como Veronica
- Johnathon Schaech como Abel
- Matt Keeslar como Zed
- Kelly MacDonald como Mike
- Eric Mabius como Ernest
- Dan Gatto como Mutt
- Linda Kim como Alison